# Náusea, 1979
Náusea, 1979. Cuento de Haruki Murakami incluido en el libro Sauce ciego, mujer dormida y escrito en 1983. El título original de la novela en japonés es Outo 1979 -Ichikyunanakyu-.

## Trama
En una conversación de bar entre dos hombres, uno de ellos que no puede evitar seducir y tener relaciones con todas las novias y esposas de sus amigos, le cuenta al otro un hecho fabuloso. Durante cuarenta días, en una época de su vida, no pudo evitar vomitar todo lo que comía o bebía, todo ello estaba vinculado a una llamada misteriosa que recibía a diario y solo pronunciaba su nombre. Pasados estos 40 días y cuando su situación estaba llegando a un punto límite las llamadas cesan y también las náuseas. El narrador, a instancia de su amigo, no lo achaca directamente a su agitada vida afectiva, pero todo parece indicar lo contrario, aunque nada se puede demostrar.